# Leucania abstracta
Leucania abstracta là một loài bướm đêm trong họ Noctuidae.